# Masashi Watanabe
Masashi Watanabe (Hiroshima, Prefectura d'Hiroshima, Japó, 11 de gener de 1936 - Chiba, 7 de desembre de 1995) fou un futbolista i entrenador japonès.

## Selecció japonesa
Masashi Watanabe va disputar 39 partits amb la selecció japonesa.